# جيمس ويلي
جيمس ويلي (بالإنجليزية: James Willey)‏ هو معلم موسيقى وملحن أمريكي، ولد في 1939 في لين في الولايات المتحدة.